# Livistona chinensis

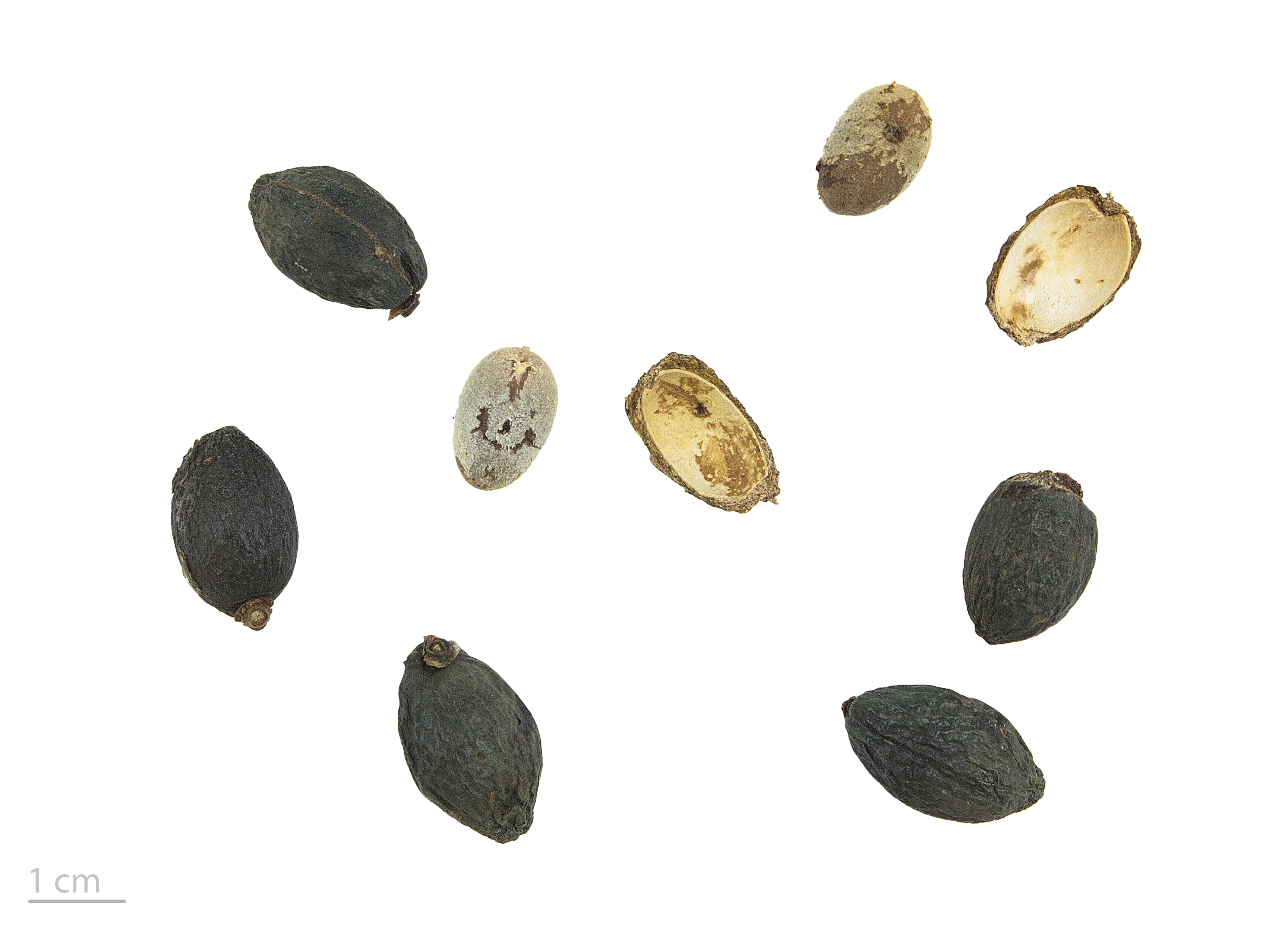
Livistona chinensis - MHNT

Livistona chinensis também conhecida no Brasil como Palmeira de Leque ou Falsa Latânia, é uma palmeira natural de regiões do Japão, Taiwan e da China empregada de forma ornamental em jardins.
Livistona chinensis possui espinhos em seus pecíolos, tem a folha de cor verde vivo que divide-se em em duas partes na ponta e ficam pendentes, é formado uma fibra entre os pecíolos da planta. deve ser plantada em sol direto e irrigado 2 x por semana.

## Espécie Exótica Invasora
Segundo a Base de Dados Nacional de Espécies Exóticas Invasoras, essa espécie apresenta  risco  moderado de invasão biológica, sendo o principal impacto o excessivo sombreamento causado pela projeção das copas. No Brasil, foi descrito um processo de invasão biológica por essa espécie nas áreas protegidas do Parque Estadual da Cantareira, em São Paulo, SP, tendo sido apontado o efeito de substancial redução da riqueza de espécies e da abundância de indivíduos arbóreos sob a projeção das copas dessas palmeiras, possivelmente por servirem de anteparo e causarem o sombreamento excessivo do local.